# Huceine ibne Iáia ibne Sade ibne Ubada
Huceine ibne Iáia ibne Sade ibne Ubada (em árabe: al-Husayn ibn Yahya ibn Sa'd ibn Ubada; m. 782) foi um árabe do século VIII do Alandalus, parente do sahaba (companheiro de Maomé) Sade ibne Ubada. Esteve ativo nos anos 770, quando era governador de Saragoça. Se opondo a autoridade do emir de Córdova Abderramão I (r. 756–788), apoiou a iniciativa do governador de Barcelona Solimão Alárabe, que pediu a intervenção do rei Carlos Magno (r. 768–814). Carlos Magno chegou no vale do Ebro em 778, mas Huceine se recusou a cooperar e o invasor, sem máquinas de cerco, não tomou Saragoça. No rescaldo, Solimão foi executado por Huceine. Em 781, Abderramão fez campanha militar contra Huceine para exigir sua submissão e reimpor a autoridade muçulmana no vale do Alto Ebro. De início, Huceine aceitou sua autoridade e foi confirmado governador, porém em 782 declinou sua fidelidade. Abderramão retornou com armas de cerco e sitiou a cidade. Huceine foi capturado e executado e medidas severas foram tomadas contra os citadinos.